# Wiesel

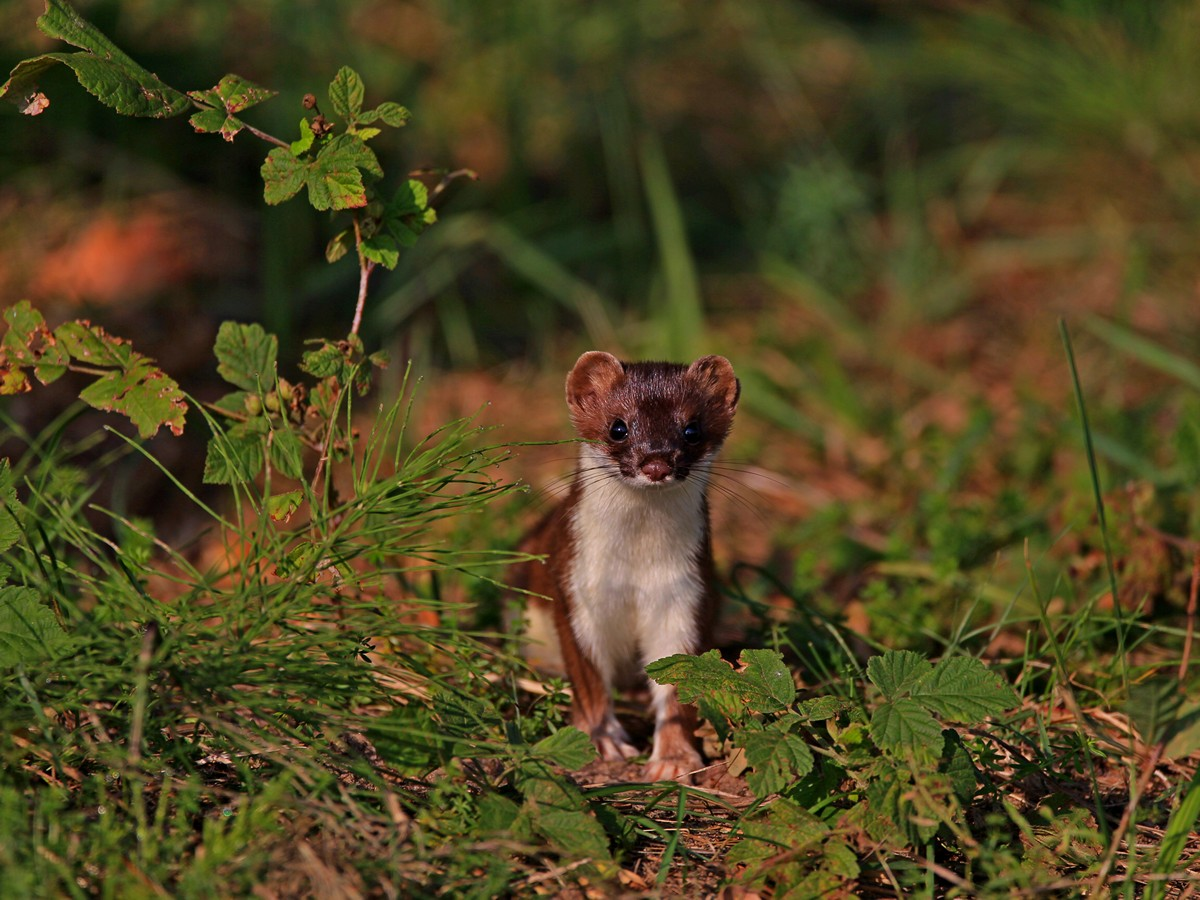
Wiesel in Mecklenburg

Als Wiesel werden mehrere Raubtierarten aus den Gattungen Mustela und Neogale in der Familie der Marder (Mustelidae) bezeichnet. Die Benennung ist jedoch keine systematische, da mehrere „Wiesel“ beispielsweise näher mit dem Europäischen Nerz verwandt sind als untereinander. In Europa sind zwei Arten beheimatet, das Mauswiesel und das Hermelin.
Allesamt weisen sie einen langgestreckten, schlanken Körper mit kurzen Gliedmaßen auf, auch der Schwanz ist verhältnismäßig kurz. Sie sind eher klein, mit dem Mauswiesel zählt der kleinste Vertreter der Raubtiere überhaupt zu ihnen. Ihr Fell ist in den meisten Fällen braun gefärbt, die Unterseite ist oft heller, manchmal weiß. Bei einigen Arten kommt es zu einem jahreszeitlich bedingten Fellwechsel.
Wiesel leben in der Regel einzelgängerisch und sind vorwiegend dämmerungs- oder nachtaktiv. Sie sind geschickte, aggressive Jäger, die oft Beutetiere reißen, die so groß wie sie oder sogar größer sind. Kleinsäuger wie Nagetiere und Hasenartige machen bei vielen Arten einen Gutteil des Beutespektrums aus, aber auch Vögel und andere Wirbeltiere können auf ihrem Speiseplan stehen.
Folgende Arten werden als Wiesel bezeichnet:
Darunter sind diese fünf Arten eng miteinander verwandt und bilden die Untergattung Mustela.
- Mauswiesel (Mustela nivalis)
- Hermelin oder Kurzschwanzwiesel (Mustela erminea)
- Langschwanzwiesel (Mustela frenata)
- Altaiwiesel (Mustela altaica)
- Gelbbauchwiesel (Mustela kathiah)

Diese weiteren vier Arten sind näher mit dem Europäischen Nerz verwandt und werden in die Untergattung Lutreola eingeordnet.
- Feuerwiesel (Mustela sibirica)
- Rückenstreifenwiesel (Mustela strigidorsa)
- Nacktfußwiesel (Mustela nudipes)
- Indonesisches Bergwiesel (Mustela lutreolina)

Und diese zwei Arten bilden eine eigene Untergattung, die Südamerikanischen Wiesel (Grammogale).
- Tropisches Wiesel (Mustela africana)
- Kolumbianisches Wiesel (Mustela felipei)

Andere „Wiesel“, die nicht zur Gattung Mustela gezählt werden, sind:
- Patagonisches Wiesel (Lyncodon patagonicus)
- Libysches Streifenwiesel (Poecilictis libyca)
- Weißnackenwiesel (Poecilogale albinucha)